# Lycianthes pringlei
Lycianthes pringlei là loài thực vật có hoa trong họ Cà. Loài này được (B.L. Rob. & Greenm.) Bitter mô tả khoa học đầu tiên năm 1919.